# داء العصيات القولونية (الطيري)

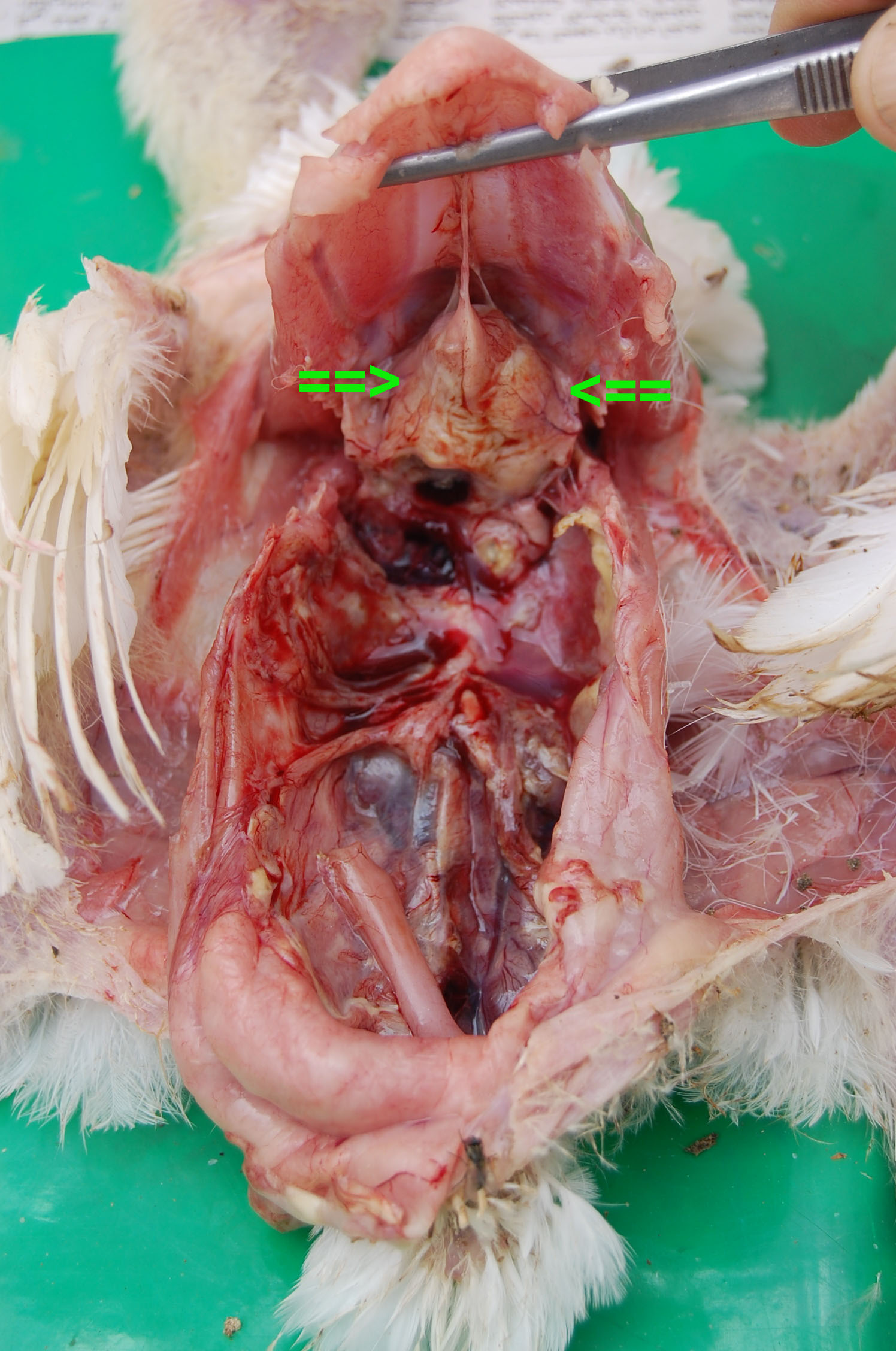

داءُ العُصَيَّاتِ القَوْلُونِيَّة الطيري (بالإنجليزية: avian Colibacillosis)‏ هو مرض بكتيري يصيب الطيور. تسببه بكتيريا إشريكية القولونية.

## وصلات خارجية
- دائي العصيات القولونية والسلمونيلات الطيري من المجلة الدولية للبحث البيئي والصحة العمومية